# Kościół św. Barbary w Magnuszewicach
Kościół świętej Barbary w Magnuszewicach – rzymskokatolicki kościół parafialny należący do parafii pod tym samym wezwaniem (dekanat Jarocin diecezji kaliskiej).
Jest to świątynia wzniesiona w latach 1751–52. Ufundował ją Piotr Radoński. W 1884 roku została powiększona o boczną kruchtę. W 1922 roku została odnowiona (wymalowana). Wyremontowana została w latach 1987–90.
Budowla jest drewniana, trzynawowa, posiada konstrukcję zrębową. Świątynia jest orientowana. Jej prezbiterium jest mniejsze w stosunku do nawy, zamknięte jest trójbocznie, z boku znajduje się zakrystia. Z boku nawy jest umieszczona kruchta. Kościół nakrywa dach dwukalenicowy, pokryty gontem z czworokątną wieżyczką na sygnaturkę. Jest ona zwieńczona blaszanym daszkiem namiotowym z iglicą i  latarnią. Wnętrze jest podzielone dwoma rzędami słupów z arkadami. Pozorne sklepienie kolebkowe znajduje się w prezbiterium i nawie, natomiast nawy boczne nakryte są płaskimi stropami. Chór muzyczny jest ozdobiony organami wykonanymi w 1928 roku przez firmę Wacława Biernackiego z Warszawy. Belka tęczowa jest ozdobiona barokowym krucyfiksem. Polichromia jest skromna. Ołtarz główny i dwa boczne reprezentują styl barokowy i powstały w połowie XVIII wieku. Ambona pochodzi z 2 połowy XVIII wieku i jest ozdobiona figurami aniołków. Chrzcielnica z czarą w formie muszli opartych na delfinach powstała w połowie XVIII wieku.

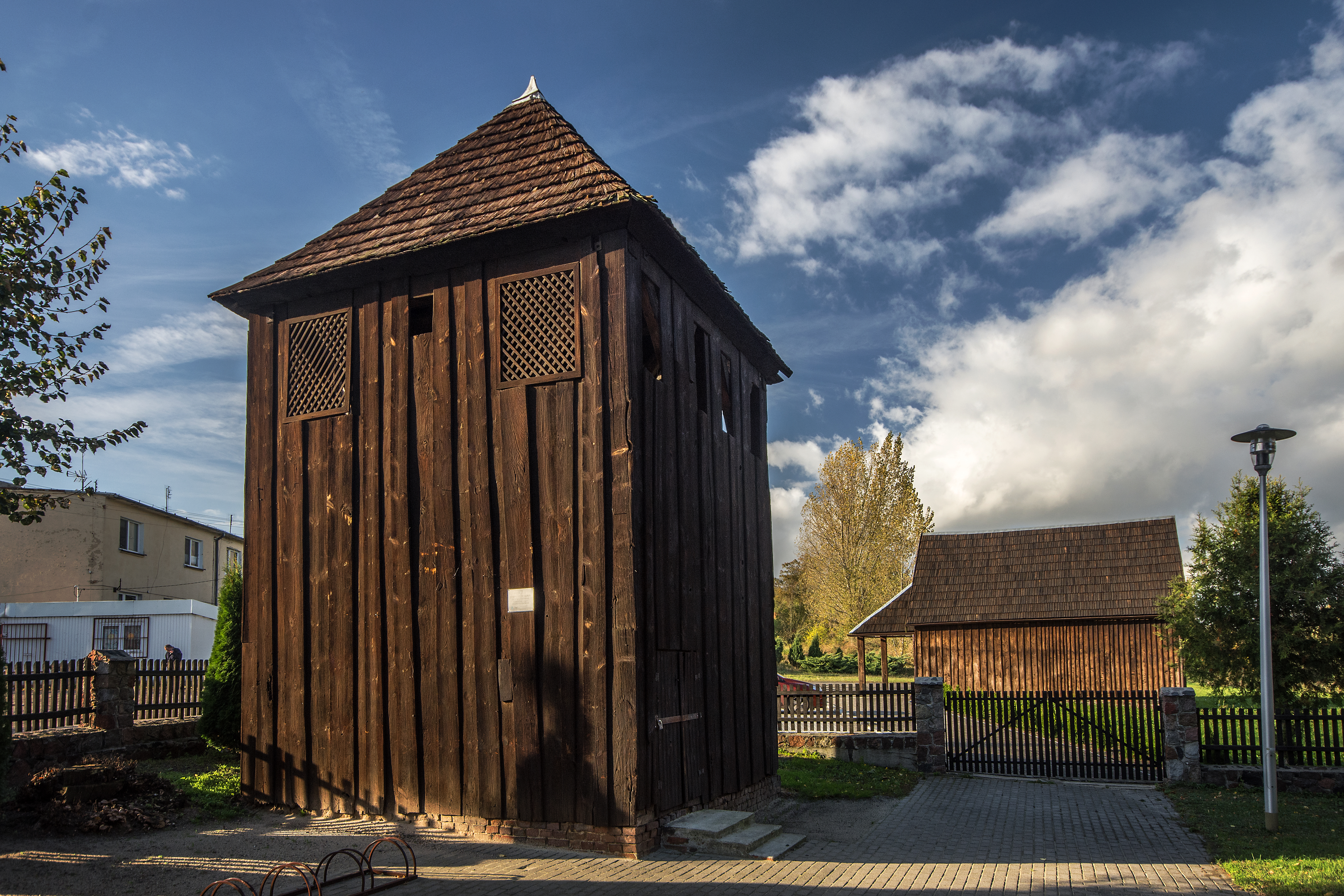
Dzwonnica
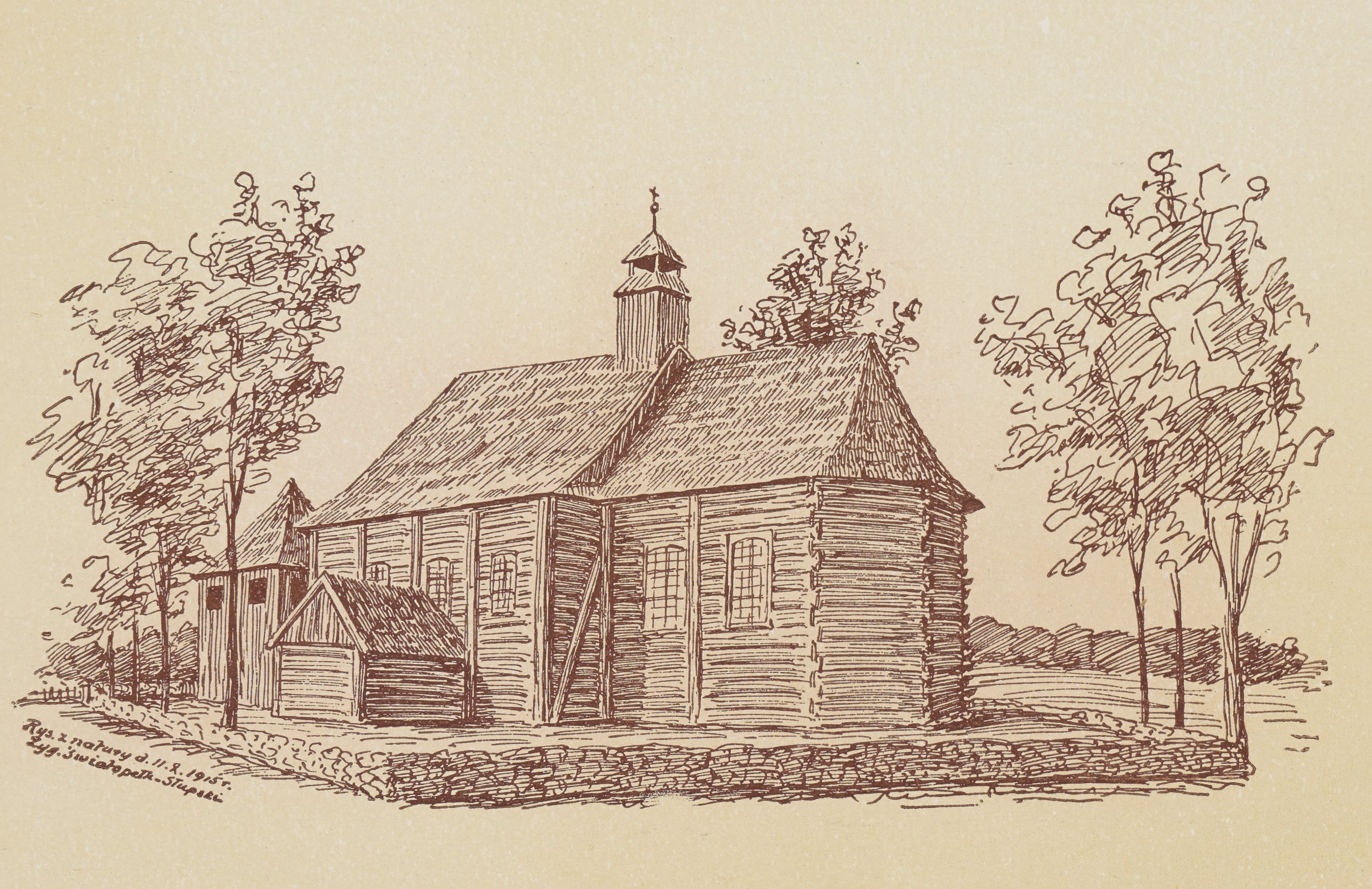
Widok kościoła przed 1917